# 100 років Національному університету водного господарства та природокористування (монета)
«100 ро́ків Націона́льному університе́ту во́дного господа́рства та природокористува́ння» — ювілейна монета номіналом 2 гривні, випущена Національним банком України. Присвячена вищому навчальному закладу, що готує фахівців для багатьох галузей економіки країни за важливими напрямами: водне господарство, гідротехнічне будівництво та гідроенергетика, землеустрій та геоінформатика.
Монету введено в обіг 29 жовтня 2015 року. Вона належить до серії «Вищі навчальні заклади України».

## Опис та характеристики монети
| Номінал грн. | Метал      | Маса, грам | Діаметр, мм. | Якість виготовлення       | Гурт     | Тираж, штук |
| ------------ | ---------- | ---------- | ------------ | ------------------------- | -------- | ----------- |
| 2            | нейзильбер | 12,8       | 31           | спеціальний анциркулейтед | рифлений | 25 000      |

### Аверс
На аверсі монети розміщено: угорі малий Державний Герб України, праворуч від якого напис «УКРАЇНА», під ними — номінал «2 ГРИВНІ» (ліворуч) та рік карбування «2015», логотип Монетного двору Національного банку України (праворуч); у центрі на дзеркальному тлі зображено будівлю університету, під якою — стилізовані хвилі та квітка.

### Реверс
На реверсі монети на дзеркальному тлі зображено кольоровий логотип університету (використано тамподрук), під яким напис «100/РОКІВ», та по колу написи: «НАЦІОНАЛЬНИЙ УНІВЕРСИТЕТ» (угорі) «ВОДНОГО ГОСПОДАРСТВА ТА ПРИРОДОКОРИСТУВАННЯ м. РІВНЕ».

## Автори

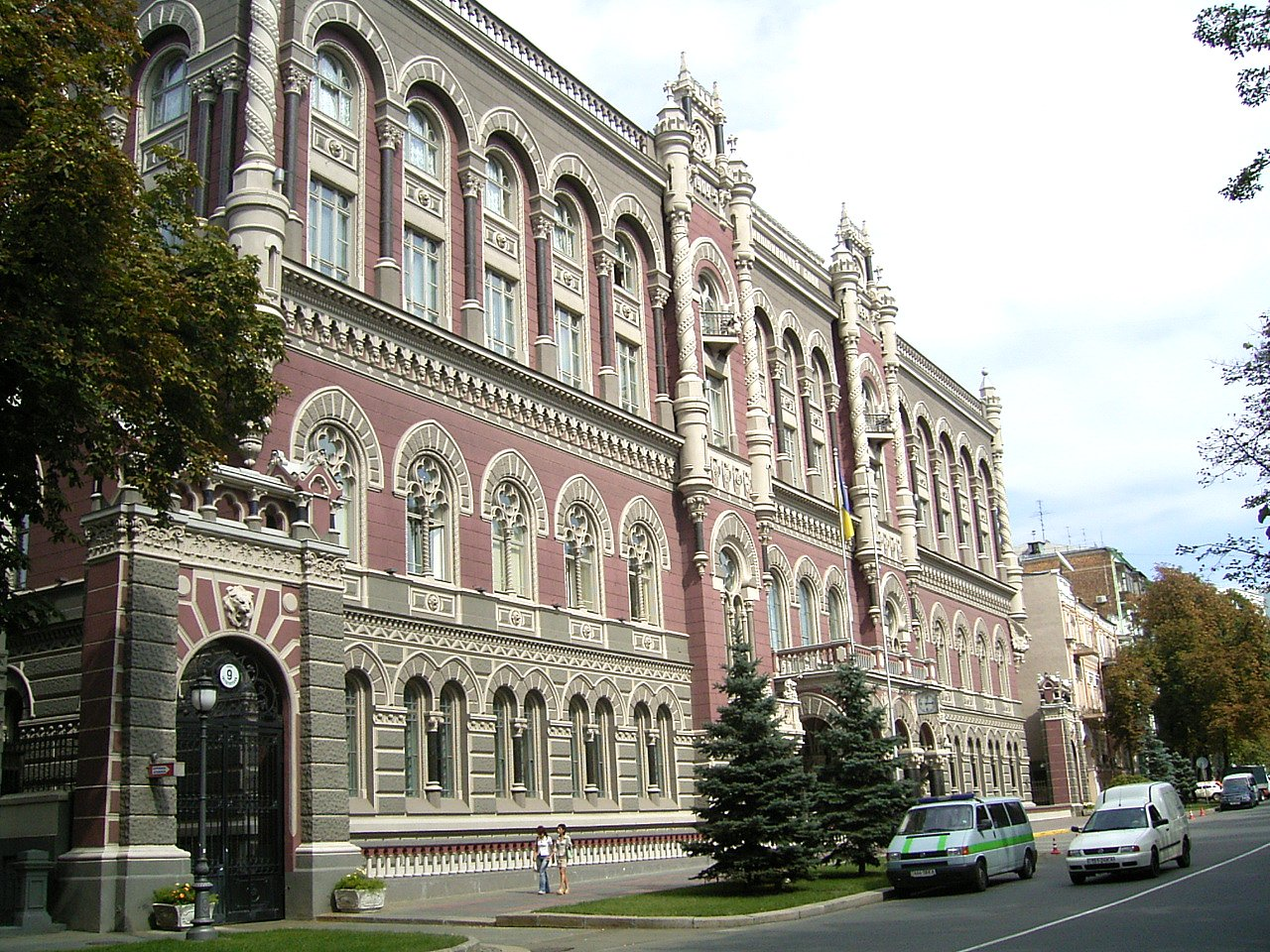
Будівля Національного банку України

Художник та скульптор — Володимир Атаманчук.

## Вартість монети
Під час введення монети в обіг у 2015 році, Національний банк України реалізовував монету через свої філії за ціною 22 гривні.
Фактична приблизна вартість монети, з роками змінювалася так:
| Рік        | 2016 | 2017 | 2018 | 2019 | 2020 | 2021 | 2022 | 2023 | 2024 | 2025 |
| ---------- | ---- | ---- | ---- | ---- | ---- | ---- | ---- | ---- | ---- | ---- |
| Ціна, грн. | 80   | 100  | 105  | 105  | 105  | 110  | 190  | 350  | 690  | 650  |